# Thundercat
Стивен Ли Брунер (англ. Stephen Lee Bruner; 19 октября 1984), более известный как Thundercat — американский бас-гитарист, певец и автор песен из Лос-Анджелеса. Получил первую известность как участник кроссовер-трэш группы Suicidal Tendencies, впоследствии выпустил четыре сольных студийных альбома. Также известен сотрудничеством с продюсером Flying Lotus и участием в работе над альбомом рэпера Кендрика Ламара To Pimp a Butterfly. В 2016 году за песню These Walls из этого альбома получил премию Грэмми в категории «Лучшее рэп-/песенное совместное исполнение». В 2021 году получил Грэмми в категории Best Progressive R&B Album за свой четвёртый альбом It is What It is. Журнал Rolling Stone поместил Thundercat на 50-е место в списке величайших басистов всех времён.

## Биография
Родился 19 октября 1984 года в Лос-Анджелесе в семье музыкантов, его отец Рональд Брунер-старший играл на ударных с The Temptations и Дайаной Росс. В старшей школе вслед за своим братом, барабанщиком Рональдом Брунером-младшим, присоединился к панк-группе Suicidal Tendencies. В 2007 году играл на электрическом басу в альбоме джазового саксофониста Камаси Вашингтона The Proclamation. Также выполнял роль сессионного бас-гитариста в альбоме Эрики Баду New Amerykah 2008 года. Сольную карьеру начал в 2011 году с выпуска альбома The Golden Age of Apocalypse, в целом получившего положительные рецензии критиков, отметивших технику игры Thundercat на басу и влияние джаз-фьюжн музыкантов 1970-х: Жако Пасториуса, Джорджа Дюка и Стэнли Кларка. Помимо сольной карьеры Thundercat сотрудничает с американским продюсером Flying Lotus: как вокалист и бас-гитарист принимал участие в записи его альбомов Cosmogramma (2010), Until The Quiet Comes (2012), You`re Dead! (2014) и Flamagra (2019). В 2015 году Thundercat стал одним из соавторов альбома рэпера Кендрика Ламара To Pimp a Butterfly, занявшего 1 место в чарте Billboard 200 и впоследствии признанного лучшим альбомом 2015 года журналом Rolling Stone. По словам самого Брунера, он познакомил Ламара с творчеством Майлза Дэвиса, Херби Хэнкока, Рона Картера. Вдохновляясь ими, музыканты придали хип-хоп альбому несколько джазовое звучание.. В том же году Thundercat выпустил мини-альбом The Beyond / Where The Giants Roam, наиболее популярной песней с которого стала Them Changes, содержащая семпл из песни The Isley Brothers Footsteps in the Dark. В 2020 году Thundercat совместно с американской певицей Арианой Гранде исполнили её на Adult Swim Festival.
В 2016 году появился на сцене с группой Red Hot Chili Peppers, исполнив дополнительные партии баса в песне Go Robot на концерте в рамках продвижения альбома The Getaway.
В 2017 году выпустил свой третий альбом Drunk, в записи которого приняли участие исполнители софт-рока Майкл Макдональд и Кенни Логгинс, а также Кендрик Ламар и Фаррелл Уильямс.
В 2020 году выпустил четвёртый альбом It Is What It Is, посвященный памяти рэпера Мака Миллера, с которым долгое время сотрудничал Thundercat. Альбом выиграл премию Грэмми в категории Best Progressive R&B Album.

## Дискография
Альбомы:
- The Golden Age of Apocalypse (2011)
- Apocalypse (2013)
- Drunk (2017)
- It Is What It Is (2020)

EP:
- The Beyond / Where the Giants Roam (2015)